# Кейбалівка
Кейба́лівка — село в Україні, уПирятинській міській громаді Лубенського району Полтавської області. Населення становить 359 осіб. Колишній орган місцевого самоврядування — Сасинівська сільська рада.

## Географія
Село Кейнбалівка знаходиться на правому березі річки Удай, вище за течією на відстані 1 км розташоване село Леляки, нижче за течією на відстані 3 км розташоване село Калинів Міст, на протилежному березі — село Каплинці. Річка в цьому місці звивиста, утворює лимани, стариці nf заболочені озера. Поруч проходить автомобільна дорога Т 2501.

## Легенда про Кейбалівку
Було це дуже давно. із Прилук у бік Пирятина йшов козак на ймення Кей. Дорогою він придивлявся до навколишньої природи. Аж раптом побачив мальовничу місцевість на березі річки Удай. Це місце козакові настільки сподобалось, що він вирішив оселитися тут. У балці, біля річки, Кей збудував собі хатину. Тут почав рибалити і вести господарство. Так і заснував він поселення, яке згодом стали називати Кейбалівкою на честь першого жителя, який оселився у балці над Удаєм.

## Історія
Вперше Кейнбалівка згадується в одному з літописів 1666 року[джерело?].
Це було багате козацьке село, де проживало 75 відсотків козаків, решта — селяни різного стану. Радянську владу встановлено в січні 1918 року. Суцільна колективізація відбулася в 1929—1930 роках. У селі Кейнбалівка організовано колгосп «Перше травня». Після цього комуністи почали терор голодом. Масовий опір селян перелякав окупантів, але вони влалися до відплатних військових акцій, а 1933 село пережило багатомісячну блокаду — воно було занесено на так звану «чорну дошку».
Тяжкі безіменні втрати позначилися на всій історії села. Офіційно доведено вбивство голодом 66 осіб.
Повоєнний час позначився багатьма трудовими здобутками. Колгосп «Перше травня» об'єднався із сусідніми господарствами «Імені Сталіна» (с. Меченки) та «Заповіт Леніна» (с. Леляки). Укрупнене господарство носило назву «Імені Сталіна», а з 1961 року — «Імені XXII з'їзду КПРС». Керівниками господарств у різні роки працювали П. Шкарбан, О. Крамаренко, В. Дворник, П. Дикий, І. Бусло, П. Сова, Д. Лимар. З 1974 по 2000 рік господарством успішно керував Михайло Ящик. Нині на землях Кейнбалівки працює три сільськогосподарські підприємства — ТОВ ПКЗ «Агро», ТОВ «Леляківське».
12 червня 2020 року, відповідно до розпорядження Кабінету Міністрів України № 721-р «Про визначення адміністративних центрів та затвердження територій територіальних громад Полтавської області», село увійшло до складу Пирятинської міської громади.
19 липня 2020 року, в результаті адміністративно - територіальної реформи та ліквідації Упирятинського району, село увійшло до складу новоутвореного Лубенського району.

## Населення
Згідно з переписом УРСР 1989 року чисельність наявного населення села становила 363 особи, з яких 161 чоловік та 202 жінки.
За переписом населення України 2001 року в селі мешкали 363 особи.

### Мова
Розподіл населення за рідною мовою за даними перепису 2001 року:
| Мова       | Відсоток |
| ---------- | -------- |
| українська | 96,10 %  |
| російська  | 3,06 %   |
| молдовська | 0,84 %   |

## Економіка
- ПП «Хлібодар».

## Об'єкти соціальної сфери
- Школа.

## Відомі люди
- У Кейбалівці народився Іван Митрофанович Луценко (1863–1919) — доктор медицини, член Центральної Ради та Українського Генерального військового комітету. Лідер Української народної партії (Української партії соціалістів-самостійників).

## Також
- Перелік населених пунктів, що постраждали від Голодомору 1932—1933 (Полтавська область)